# Arco di Adriano (Gerasa)
L'Arco di Adriano è un'antica struttura romana di Gerasa, in Giordania. Si tratta di un arco a tre arcate alto 11 metri eretto per onorare la visita dell'imperatore romano Adriano alla città nell'inverno del 129-130 d.C. L'arco originariamente si trovava a quasi 22 m e probabilmente aveva porte di legno. Presenta alcune caratteristiche architettoniche non convenzionali, forse nabatee, come le basi di acanto. Le colonne sono decorate con capitelli in basso anziché in alto. Il monumento serviva sia come arco commemorativo che come ingresso a Gerasa. La relativa lontananza dell'arco dalle mura della città indica un piano per l'espansione verso sud di Gerasa durante il suo massimo splendore. L'espansione, tuttavia, non è stata portata avanti.

## Descrizione
Nel 2005, l'arco era in restauro. La ricostruzione è stata completata nel 2007 e l'arco è ora alto circa 21 metri, lungo 37,45 metri e largo 9,25 metri.
Ogni faccia dell'arco ha quattro colonne erette su piedistalli e basi. Ogni piedistallo è alto 2,20 metri, largo 2,25 metri e profondo 1,20 metri. La base di ogni colonna è sormontata da una fila di foglie d'acanto.
Ci sono tre passaggi a volta al piano inferiore e ciascuno di questi è fiancheggiato da due colonne con capitelli corinzi. Le due arcate fiancheggiate sono sormontate da nicchie. Ogni nicchia è posta sopra una piccola trabeazione, che si erge su due pilastri coronati da capitelli.
L'arco era coronato da un attico, che avrebbe potuto contenere un'iscrizione dedicatoria. La parte inferiore dell'attico era decorata con un fregio di foglie d'acanto e la parte centrale era coronata da una cornice triangolare.

## Iscrizione
C'era un pannello di marmo in tabula ansata che era alto 1,03 metri e largo 7,14 metri, con lettere alte 12–13 cm.